# Glorenza

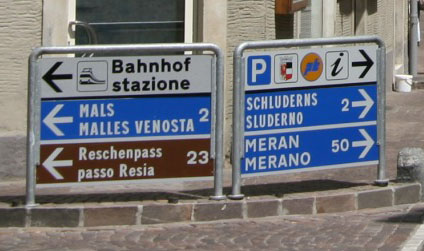
Signalisation bilingue en italien et en allemand à Glorenza.

Glorenza (en allemand, Glurns) est une commune italienne d'environ 900 habitants située dans la province autonome de Bolzano dans la région du Trentin-Haut-Adige dans le nord-est de l'Italie.

## Administration
| Période                                  | Période  | Identité              | Étiquette | Qualité |
| ---------------------------------------- | -------- | --------------------- | --------- | ------- |
| 9 mai 2005                               | En cours | Erich Josef Wallnofer | SVP       |         |
| Les données manquantes sont à compléter. |          |                       |           |         |

### Communes limitrophes
Les communes limitrophes sont  Malles Venosta, Prato allo Stelvio, Sluderno et Tubre.